# Schiffssetzung von Jelling
Die Schiffssetzung von Jelling liegt in der Nähe der königlichen Denkmäler der Wikingerzeit in Jelling in Jütland in Dänemark. Aufgrund einer Anzahl von Funden während der letzten 200 Jahre und der Interpretation früherer Ausgrabungen besteht der Eindruck, dass die gefundenen Steine zu einer 356 Meter langen Schiffssetzung gehören. Das Schiff wird in die Frühphase Jellings datiert, die mit dem Tod des Königs Gorm der Alte (gest. um 958) endete. Die Schiffssetzung ist die mit Abstand größte ihrer Art und fast viermal so groß wie die Schiffssetzungen von Gammel Lejre und Vejerslev auf Seeland.

## Archäologie
Seit langem wurden in Verbindung mit den Denkmälern von Jelling große Steine registriert. Der Schriftsteller Søren Abildgaard (1718–1791) erwähnt 1771 in seinem Tagebuch, dass große Felsbrocken in einer Reihe östlich des Nordhügels stehen. Da die meisten Steine im Laufe der Zeit entfernt wurden, war es schwierig zu erkennen, worum es sich handelte. Bei Ausgrabungen der Hügel wurden 1861 mehrere Steine gefunden. Im 20. Jahrhundert wurden im Bereich des Friedhofs der Kirche von Jelling weitere Steine gefunden. In den Jahren 1941–1942 wurde von Ejnar Dyggve (1887–1961) in Jelling eine große Ausgrabung durchgeführt. Dyggve fand mehrere große Steine unter dem Südhügel. Sie waren in zwei Reihen aufgestellt worden, bevor der Hügel entstand. Aufgrund der Anordnung präsentierte Dyggve die Theorie, dass die Steine ein Dreieck bildeten, das in der Religion der Wikinger Ort ritueller Handlungen war. Am Ende sollte der heilige Bezirk durch den Nordhügel begrenzt werden.
Nicht jeder unterstützte Dygges Theorie. Stattdessen wurde vorgeschlagen, dass die Steine zu einer Schiffssetzung gehören. Diese Theorie erhielt Nahrung, als im Denkmalbereich weitere Steine gefunden wurden. Mitte der 1960er Jahre führte der Archäologe Olfert Voss (1926–2014) kleinere Grabungen rund um den Nordhügel durch. Dabei fand er einige große Steine und vermutete weitere westlich des Hügels; dies widersprach der Theorie, dass die Steinsetzung am Nordhügel endete. Vor diesem Hintergrund schlug Voss 1964 vor, dass die Steinsetzung ein riesiges Schiff um den Nordhügel gewesen sei. Eine kleine Ausgrabung im Jahr 1992 am Rand des Südhügels ergab weitere Spuren von Steinen. Der Ausgräber Knud Krogh (1932–1963) ergänzte den Befund mit Studien der zuvor registrierten Steinabfolge, die deutlich machten, dass die Steine in leicht gekrümmten Reihen angeordnet waren. Dies unterstützte die Theorie eines langen Steinschiffes.
2006 und 2007 führten Archäologen Studien nördlich des Nordhügels durch. Hierbei fanden sie Steinspuren in zwei Reihen, die sich an einem Punkt trafen, der als Nordende eines großen Schiffs interpretiert wurde. Im Zusammenhang mit den Grabungen von 2006 und 2007 machte der Archäologe Steen Wulff Andersen deutlich, dass die vielen Steine – oder archäologische Spuren – so platziert waren, dass sie als ein riesiges Steinschiff zu werten sind. Alles deutet darauf hin, dass die Steinsetzung von Jelling ein 356 Meter langes und in der Mitte etwa 80 Meter breites Steinschiff war, das aus Hunderten von Steinen bestand.
Da Teile des Schiffes unter dem Südhügel gefunden wurden, wurde das Schiff vor dem Hügel errichtet, der um 970 n. Chr. entstand. Wann das Schiff entstand, das zweifelsfrei in die frühe (heidnische) Phase des Denkmalkomplexes gehört, ist jedoch unbekannt. Die auf 958/959 datierbare Grabkammer im Nordhügel Thyras høj, einem ursprünglich bronzezeitlichen, in der Wikingerzeit erhöhten und wiederverwendeten Grabhügel, befindet sich in der Mitte des Schiffs, das zu dieser Zeit ausgeführt worden sein könnte. Das würde zu dem Befund passen, dass die Aufschüttung des Südhügels anhand der Flechten auf den im Südhügel ausgegrabenen Steinen auf etwa 30 Jahre nach Errichtung der Steinsetzung datiert wurde. Alternativ kann es älter sein, zumal die Schiffssetzung von Vejerslev auf etwa 600 n. Chr. datiert worden ist.
2013 wurden die tatsächlichen und rekonstruierten Standorte der Steine mit weißen Betonplatten markiert.